# Татарская диаспора
Татарская диаспора является одной из самых крупнейших тюркоязычных диаспор в мире. Начало её формирования приходится на XIV—XV века, когда на территорию современных Беларуси, Польши и Литвы начали селиться татары из военно-служилого сословия Золотой Орды, что было связано с прибытием в Великое княжество Литовское 40-тысячного войска хана Токтамыша.
По имеющимся весьма приблизительным данным, опубликованным не позже 2003 года, общая численность татар, проживающих за пределами России, составляла 1 миллион 100 тысяч человек, в том числе татарская диаспора в дальнем зарубежье насчитывала чуть более 40 тысяч человек и в количественном отношении была представлена следующим образом: Турция — 25 тысяч, Китай — 5 тысяч, США — 1 тысяча, Финляндия — около 1 тысячи, Польша и другие европейские страны — 8 тысяч, другие страны Азии и Австралия — около 1 тысячи человек.

## История
Татарскую диаспору принято разделять на внутреннюю и внешнюю.

### История формирования внутренней диаспоры
В XIV веке образовались первые татарские поселения в Москве. В середине XV века, в связи с образованием Касимовского ханства, татары появляются на территории современной Рязанской области. В этот же период в результате переселения служилых татар формируется татарская диаспора Нижегородской области.
В XVII–XVIII веках российское правительство использовало их для несения военной службы на засечных линиях на юго-восточной окраине государства (территории современных республик Башкортостан и Мордовии, Ульяновской, Саратовской и Пензенской области), где они впоследствии осели.
После падения Казанского ханства (1552 год) началось массовое переселение татар в Приуралье. В этом же направлении шла мощная миграция во второй трети XVIII века, в период апогея политики насильственной христианизации нерусских народов. В низовьях Волги (Астраханская область) татары, выходцы из Среднего Поволжья, появились в XVII веке. В Санкт-Петербурге они проживают со времени основания города.
Начало заселения татарами современной территории Оренбургской области относится ко второй четверти XVIII века: служилые татары входили в Оренбургское казачье войско, а ясачные татары расселялись вдоль новой Московской дороги, занимаясь обслуживанием казённой почты. Политика насильственной христианизации стала причиной переселения татар из центральных регионов России в Среднюю Азию (территория современного Узбекистана). Сюда же в конце XVIII и начале XIX века на учёбу в медресе городов Бухара и Самарканд приезжали представители татарской молодёжи. В это же время татары начали селиться на территориях Казахстана и Киргизии. Начиная с 1860 года усиливается миграция татар в регионы Средней Азии, что было связано с завоеванием этой территории Российской Империи.
На Кавказе татарская диаспора формируется в XIX веке (наиболее крупные — в Азербайджане). В этот же период поволжские-приуральские татары появились в сибирском регионе, массовое их переселение произошло в период столыпинских реформ 1906–1911 гг. (Красноярский край, Иркутская, Новосибирская, Тюменская и другие области). Миграция татар происходила и в юго-западном направлении: в середине XIX века поволжско-приуральские татары появились на территории Украины.
В современный период миграционные процессы татар были обусловлены массовым голодом 1921–1922 годов в Поволжье (в Сибирь, Узбекистан), политикой индустриализации (Приуралье, Украина) и коллективизации (Сибирь), освоением целинных земель (Казахстан), разработкой нефтяных и угольных месторождений (Сибирь и Украина).

### История формирования внешней диаспоры
Наиболее многочисленная внешняя татарская диаспора сосредоточена в Турции. Причина её появления здесь связана с движением в конце XIX и начале XX веков татар внутренних регионов России за переселение в Османскую империю. Второй поток миграции в эту страну был вызван наступлением реакции 1907–1908 годов в России. В 1950–1960-е года в Турцию прибыли татары-эмигранты из Китая, бежавшие от репрессий и гонений на мусульман в СССР.
Вторым по численности местом компактного проживания татар до 1950-х годов был Китай. В Маньчжурии татары появились в конце XIX века в качестве строителей Китайско-Восточной железной дороги (КВЖД). После завершения строительных работ многие остались для её обслуживания и жили здесь до 1950–1960-х годов (до отъезда в Турцию). Другая, более многочисленная группа татар сложилась на рубеже XIX–XX веков в Восточном Туркестане. Основу её составили татарские купцы, которые вели торговлю со странами Востока. В 1960-х годах с началом в Китае «культурной революции» многие татары, проживавшие здесь, вынуждены были эмигрировать в Австралию, Турцию, Японию и США.
В скандинавских странах татары появились после присоединения к России Финляндии (1809 год), где в новых военных гарнизонах вместе с русскими они несли воинскую службу. Основной поток татар в эту страну приходится на конец XIX и начало XX века. Позднее незначительная часть татар переселилась из Финляндии в Швецию. В 1970 году несколько татарских семей, прибывших из Турции, основали татарскую диаспору в Дании.
За пределами СССР татарская диаспора сформировались также в Польше, Германии, Румынии, Болгарии и Канаде. С распадом СССР на положении внешней диаспоры оказались татарские общины в странах СНГ и Прибалтики. В 1990-е годы наметился отток за границу части интеллектуальной элиты татар.